# Herb Lizbony
Herb Lizbony – jeden z symboli Lizbony (herb). Przedstawia złotą tarczę z czarno-srebrnym żaglowcem falującym na morzu, przedstawionym przez siedem pasów koloru zielonego i srebrnego. Na obu końcach statku znajdują się kruki, które są skierowane do środka tarczy. Nad tarczą jest złota corona muralis z pięcioma wieżami. Całość tarczy herbowej jest otoczonona kołnierzem Orderu Wieży i Miecza i białą wstęgą z dewizą MUI NOBRE E SEMPRE LEAL CIDADE DE LISBOA (Najbardziej szlachetne i zawsze wierne miasto Lizbona) w kolorze czarnym.
Obraz na herbie upamiętnia przekazanie relikwii Wincentego z Saragossy z Przylądka Świętego Wincentego do Lizbony. Według legendy, po tym jak zmarł jako męczennik, kruki chroniły ciało świętego przed pożarciem przez dzikie zwierzęta, aż jego zwolennicy mogli odzyskać ciało. Kapliczka została wzniesiona na jego grobie, która nadal była strzeżona przez stada kruków. Król Alfons I Zdobywca (1139-1185) miał ekshumować ciało świętego w 1173 i przewieźć go statkiem do klasztoru São Vicente de Fora w Lizbonie, również przy towarzyszącymi mu krukami.